# Ferdinand Rochet
Pour les articles homonymes, voir Rochet.
Ferdinand Rochet, né le 6 avril 1889 à Paris et mort le 29 septembre 1929 à Asnières, est un footballeur international français.

## Biographie
Le poste de prédilection de ce comptable, passé par l’athlétisme, est avant, évoluant au poste d'extrême droit. Il ne compte qu'une sélection en équipe de France de football, France–Italie au stade de Paris à Saint-Ouen en janvier 1913.
L'hebdomadaire Le Miroir des sports juge a posteriori que Rochet, Tousset et Lafouge – dont ce match est la dernière sélection – n'ont « pas la classe internationale ». Toutefois, Rochet est retenu dans l'équipe de la LFA en 1916.
Rochet sert au sein du 13e régiment d'artillerie caserné à Vincennes lors de la Première Guerre mondiale. Éloigné du front jusqu'en 1917, il joue périodiquement avec le Red Star Amical Club, voire l'équipe réunie du Red Star – J.A.O..

### Clubs successifs
- Club athlétique boulonnais (Boulogne-sur-Seine)
- Red Star Amical Club (1914-1916)